# HD 73267 b
HD 73267 b (بالإنجليزية: HD 73267 b)‏ الذي يرمز له بالرمز HD 73267b، هو كوكب خارج المجموعة الشمسية، في كوكبة بيت الإبرة، يتبع HD 73267 ‏.

## الاكتشاف
اكتشف في 26 أكتوبر 2008.